# Baiyer River Sanctuary
Das Baiyer River Sanctuary ist ein Naturreservat, das in der Western Highlands Province, Papua-Neuguinea liegt. Es wurde am 13. Januar 1968 von der damaligen australischen Verwaltung begründet. Es umfasst aktuell 740 Hektar und erstreckt sich über ein Gebiet, das zwischen 800 und 1200 Höhenmetern liegt. Der Name des Reservats leitet sich vom Baiyer River ab, der das Gebiet durchfließt. Das Reservat liegt 40 Kilometer von Mount Hagen entfernt. 
Das Reservat ist vor allem für seinen Vogelreichtum bekannt. Im Gebiet kommen 185 Vögel vor, darunter zahlreiche Arten der Paradiesvögel. Dagegen ist die Zahl der dort vorkommenden Säugetiere vergleichsweise klein. Vertreten sind Ratten, Opossums, Kängurus und Nasenbeutler. 

## Bedeutung
Im Gebiet des Baiyer River Sanctuary konnten zahlreiche Beobachtungen an freilebenden Paradies- und Laubenvögeln gemacht werden. Es werden im Reservat außerdem eine Reihe von Vögeln dieser Arten in Gefangenschaft gehalten. Dies ermöglichte eine Reihe von wichtigen Erkenntnissen über die Lebensweise dieser Arten:
- Ein von handaufgezogener männlicher Raggi-Paradiesvogel lebte im Baiyer River Sanctuary 25 Jahre lang.[1] Außerdem gelang die Nachzucht dieser Art 1979, 1980, 1091 und 1983 mit dem jeweils gleichen Zuchtpaar.[1]
- Es wurde hier über mehrere Tage das Balzverhalten des Kleinen Paradiesvogels beobachtet, bei dem mehrere Männchen sich an einem traditionellen Balzplatz einfinden.[2]
- Eine erfolgreiche Nachzucht des Sichelschwanz-Paradiesvogels gelang 1984 im Baiyer River Sanctuary, die vermutlich die Welterstzucht darstellt.[3]
- Der Dreigang-Laubenvogel wurde bislang nicht in Gefangenschaft gehalten und anders als einige andere Arten der Laubenvögel entsprechend auch nicht in zoologischen Gärten gezeigt. Haltungserfahrungen liegen bis zum Jahr 2004 nur für ein einzelnes Männchen vor, das im Baiyer River Sanctuary gepflegt wurde.[4]
- Die Fortpflanzungsbiologie der Grünparadieskrähe ist noch kaum untersucht. Aus dem Baiyer River Sanctuary liegen für dort in Gefangenschaft gehaltene Vögel Beobachtungen zum Balzverhalten und auch zum Zeitpunkt des Balzverhaltens vor.[5]

## Einzelbelege
1. 1 2   Frith & Beehler: The Birds of Paradise - Paradisaeidae. S. 469.
2. ↑   Frith & Beehler: The Birds of Paradise - Paradisaeidae. S. 444.
3. ↑  Frith & Beehler: The Birds of Paradise - Paradisaeidae. S. 401.
4. ↑  Frith: The Bowerbirds – Ptilonorhynchidae. S. 395.
5. ↑   Frith & Beehler: The Birds of Paradise - Paradisaeidae. S. 224.